# Sebastiano Del Buono
Sebastiano Del Buono (Firenze, marzo 1858 – Firenze, 3 gennaio 1922) è stato un politico e sindacalista italiano, di ispirazione socialista riformista.

## Biografia
Finita la scuola tecnica, nel 1877 viene assunto come impiegato ferroviario. Nel 1892, insieme con Giuseppe Pescetti e altri, fonda il Circolo socialista fiorentino; principale animatore del socialismo fiorentino negli anni successivi promuove la nascita del Comitato regionale toscano del Partito dei lavoratori e della Lega socialista fiorentina e della successiva Unione socialista fiorentina.
Uno dei suoi principali impegni fu la nascita e lo sviluppo della Camera del Lavoro di Firenze. Tra 1892 e 1893 lavora per la sua costituzione cercando di darle una impostazione socialista e di classe e nel 1893 viene eletto vicepresidente della prima commissione esecutiva. Il suo primo impegno come dirigente della Camera del Lavoro è quello di rappresentarla al congresso delle Camere del lavoro di Parma nel giugno-luglio 1893.
Nel 1894, viene arrestato e condannato in primo grado a sei mesi di reclusione per la sua attività sindacale. Tra il 1896 e il 1897 sostiene le lavoratrici trecciaiole, guidate da Barsene Conti per migliori condizioni salariali. Nel 1898 a seguito delle rivolte per il pane che porteranno allo scioglimento della Camera del Lavoro, Del Buono viene condannato a otto mesi di reclusione. Socialista di ispirazione riformista, dopo la riapertura della Camera del Lavoro cerca di evitare le forme più radicali di sciopero, come lo sciopero generale provinciale in solidarietà degli operai del Pignone del 1902 e lo sciopero generale nazionale del 1904, e si impegna in iniziative culturali e di istruzione per i lavoratori. Segretario della Camera del Lavoro fin dal 1896, mantiene la carica fino al 10 giugno 1914 quando è costretto a dimettersi a seguito degli avvenimenti della cosiddetta "settimana rossa".
Continua anche la sua attività politica, dove nel 1902 viene eletto consigliere comunale a Firenze e nel 1907 viene chiamato a far parte della giunta di Francesco Sangiorgi, Del Buono ebbe anche degli incarichi nazionali: dal 1906 al 1908 fa parte della Direzione nazionale del Partito socialista, e dal 1908 fino alla sua morte nel 1922 fa parte del Consiglio nazionale della Confederazione generale del lavoro.
Allo scoppio della Prima Guerra mondiale si schiera tra i neutralisti. Finita la guerra, durante il biennio rosso, la sua influenza nel movimento operaio fiorentino diminuisce di fronte al rafforzamento delle posizioni intransigenti che assumono il controllo oltre che del partito anche della Camera del Lavoro, fino ad allora governata dai riformisti. Eletto presidente della Deputazione provinciale, i suoi ultimi giorni saranno all'insegna della lotta di fronte all'emergere delle prime violenze fasciste.
I suoi funerali all'inizio del 1922 furono un'occasione per un grande corteo antifascista.
La figura di Del Buono appare tra i personaggi del romanzo Metello (1955), primo della trilogia Una storia italiana, di Vasco Pratolini.